# USA:s militärbudget
USA:s militära budget är den del av USA:s federala budget som går till USA:s försvarsdepartement. Ur militärbudgeten tas pengar för löner, träning och sjukvård för uniformerad och civil personal. Den underhåller även vapnen, utrustning och anläggningarna, bekostar operationer och utvecklar och köper in ny utrustning. Budgeten finansierar alla vapenslagen i USA:s militär: armén, marinkåren, flottan, flygvapnet, rymdstyrkan och kustbevakningen. 
Militärbudgeten i de siffror som anges nedan inkluderar inte många militärrelaterade delar som ligger utanför budgeten för försvarsdepartementet; såsom forskning, underhåll och produktion av kärnvapen (vilket ligger under USA:s energidepartement). Inte heller inkluderar militärbudgeten stödet till krigsveteranerna, vilket sköts av USA:s veterandepartement eller utgifterna för Irak och Afghanistan (vilka till stor del bekostats genom extra tillägg i budgeten, exempelvis 120 miljarder US-dollar 2007). Å andra sidan täcker militärbudgeten kostnaden för saker som kan användas av flera, såsom byggande av infrastruktur runt USA:s militära baser och United States Army Corps of Engineers.[källa behövs]

## Militärbudgeten år för år
- 2007: 532,8 miljarder US-dollar.[2]

- 2019: 693 miljarder US-dollar.[3]
- 2022: 877 miljarder US-dollar.[4]
- 2024: 886 miljarder US-dollar.[5]

## Jämförelse med andra länder

Globala militärutgifter 2019 uppdelat efter länder och angett i miljarder (billion) amerikanska dollar. Källa: SIPRI.

USA ligger sedan flera decennier i topp i världen när det gäller militärutgifter. Under kalla kriget var Sovjetunionen nummer två på listan över vilka som spenderade mest, efter USA, men Ryssland har sedan dess blivit kraftigt omsprungna av Kina, som ligger näst högst. De länder som kommer därefter är Indien, Ryssland och Saudiarabien. Man kan också notera att USA har högre militärutgifter än de efterföljande tio länderna sammanlagt.. USA stod för 36 procent av världens samlade militärutgifter 2018.. USA stod för 36 procent av världens samlade militärutgifter 2018.